# Františkov (Velké Kunětice)
Františkov (něm. Franzberg) je malá vesnice (osada), která je místní částí (základní sídelní jednotkou) obce Velké Kunětice. Leží 1,5 km jihovýchodně od Velkých Kunětic.

## Historie
Františkov vznikl před rokem 1800 parcelací panského dvora vratislavských biskupů. Pojmenován byl podle vrchnostenského úředníka Franze Hackebergra.
Tato osada patřila vždy k Velkým Kuněticím - do 1. ledna 1976 jako část obce (osada), poté jen jako místní část (základní sídelní jednotka) - a byla s nimi v letech 1976-1990 součástí Supíkovic. V roce 1836 zde bylo 32 domů, stejně tak roku 1930, ale v roce 2001 jen 11, z toho 5 trvale obydlených.
Ve Františkově se nachází mešní kaple z roku 1892.

### Vývoj počtu obyvatel
Počet obyvatel Františkova podle sčítání nebo jiných úředních záznamů:
| Rok            | 1836 | 1900 | 1930 | 2001 | 2011 |
| -------------- | ---- | ---- | ---- | ---- | ---- |
| Počet obyvatel | 182  | 169  | 182  | 17   | 11   |

1. ↑  z toho: 180 Němců; 181 řím. kat., 1 evang.